# Douglasiengebirgshuhn
Das Douglasiengebirgshuhn (Dendragapus obscurus) auch Felsengebirgshuhn ist ein nordamerikanischer Hühnervogel aus der Familie der Fasanenartigen (Phasianidae).

## Merkmale
Das Douglasiengebirgshuhn erreicht eine Gesamtlänge von 39 bis 53 cm. Das Männchen ist dunkelgrau oder bläulich-blau gefiedert. Es hat gelb-orange oder rote Kämme über dem Auge, die sogenannten „Rosen“, sowie gelbe Flecken am Hals, die von weißen Federn umgeben sind. Die Brust und die Körperunterseite sind fein gezeichnet grauweiß. Es fehlt der schwarze Brustfleck, der für das Tannenhuhn charakteristisch ist. Der schwarze Schwanz endet mit einem grauen Band. Die Unterschwanzdecke ist weiß. In den Rocky Mountains fehlt bei den Männchen das graue Band und der nackte Halsfleck ist rot.
Weibchen und Jungvogel sind braun und grau gesprenkelt und haben einen dunklen Schwanz. Anders als beim Tannenhuhn fehlt ihnen die helle Körperunterseite.

## Vorkommen
Das Verbreitungsgebiet erstreckt sich vom südöstlichen Alaska und den kanadischen Nordwest-Territorien südlich bis nach Kalifornien, Arizona, Colorado und New Mexico. Das Douglasiengebirgshuhn lebt in Wäldern und Waldlichtungen mit Gelb-Kiefern- und Douglasienbestand.
Nach der Brutzeit zieht sich der Vogel in höher gelegene Nadelwälder zurück und überwintert in einer Höhe von bis zu 3600 m.

## Verhalten
Im Winter ernährt sich das Douglasiengebirgshuhn fast ausschließlich von Koniferennadeln, vorwiegend von Kiefernnadeln. Im Sommer erweitern Insekten, Samen und Beeren die Kost.

## Fortpflanzung
In der Balzzeit singt das Männchen mit tiefen Tönen, die weit hörbar sind. Es fächert den Schwanz über dem Rücken auf, stellt die Nackenfedern auf, zeigt die leuchtend gefärbten Halsflecken und stellt die Kämme über den Augen auf.
Das Nest ist eine mit Tannennadeln und Gras ausgelegte Bodenmulde, die unter einem Busch, einem Baumstamm oder einem Felsen verborgen ist. Das Gelege besteht aus 5–10 cremefarbenen Eiern mit braunen Flecken.

## Systematik
Dendragapus wurde bislang als monotypisch erachtet. Neuere molekularbiologische Untersuchungen legen jedoch eine Aufspaltung in zwei Arten nahe, der in der aktuellen wissenschaftlichen Literatur auch Rechnung getragen wird. Die Gattung Felsengebirgshühner (Dendragapus) umfasst demnach die beiden Arten Douglasiengebirgshuhn (Dendragapus obscurus) und Küstengebirgshuhn (Dendragapus fuliginosus).

## Unterarten
Es sind vier Unterarten bekannt:
- Dendragapus obscurus obscurus (Say, 1823) – Die Nominatform kommt von Wyoming über New Mexico bis Arizona vor.
- Dendragapus obscurus oreinus Behle & Selander, 1951 – Diese Unterart kommt über den Osten Nevadas, den Süden Idahos und den Westen Utahs vor.
- Dendragapus obscurus pallidus Swarth, 1931 – Diese Unterart ist im Südosten von British Columbia über den Nordosten Oregons und den Westen Wyomings verbreitet.
- Dendragapus obscurus richardsonii (Douglas, 1829) – Diese Subspezies kommt im Süden Yukons über Idaho, den Nordwesten Wyomings und den Westen Montanas vor.